# ワイルドカード〜捜査バディは天才詐欺師!?〜
『ワイルドカード〜捜査バディは天才詐欺師!?〜』（Wild Cards）は、カナダのCBCテレビとアメリカのCWテレビが共同制作した刑事ドラマ。2024年1月10日にカナダで初放送され、2024年1月17日にアメリカで初放送された。
2024年5月23日、シリーズは第2シーズンに更新され、2025年1月8日にカナダで、2025年2月5日に米国で初公開された。日本では、WOWOWより8月21日から放送された。

## あらすじ
水上警官に左遷させれた刑事コール・エリスは、天才詐欺師マックス・ミッチェルを署に連行するよう呼び出される。逮捕を待っている間に、マックスは市長の友人が関与する大事件を解決してしまう。そのおかげで、二人は償いの機会を与えられる。果たして、マックスは服役を逃れるために、エリスは刑事の職に復帰するために、二人はバディとして共に捜査することになる。

## キャスト
※括弧内は日本語吹替。
マックス・ミッチェル
演 - ヴァネッサ・モーガン（早見沙織）
天才詐欺師。
コール・エリス
演 - ジャコモ・ジャンニオッティ（木島隆一）
海上部隊に左遷された元刑事。
ジョージ・グレアム
演 - ジェイソン・プリーストリー（咲野俊介）
マックスの父、服役中。
リー警部
演 - テリー・チェン（滝知史）
リッキー
演 - フレッチャー・ドノヴァン（新納慎也）
シモンズ刑事
演 - マイケル・エグザヴィエ（大泊貴揮）
イエーツ刑事
演 - エイミー・グッドマーフィー（田中奏多）
ルッソ警視総監
演 - カリン・コノヴァル（宮寺智子）

### リカーリング
ジョセフ・エドワーズ
演 - マーティン・シーン
シーズン2に出演。

### ゲスト
ジョーイ / ノア
演 - アブラハム・アスト（小林親弘）
シーズン1#1に出演。
ボニー
演 - B・J・ハリソン（真山亜子）
マンションの住人。シーズン1#2に出演。
ビル・フレアー
演 - ロバート・モロニー（飯島肇）
ジェイクの同僚。シーズン1#2に出演。
チリ
演 - パッチ・メイ（三宅健太）
サーファー。シーズン1#4に出演。
キャシー・スミス
演 - アリソン・アラヤ（皆川純子）
シーズン1#4に出演。
ロビン
演 - エミリー・ニメッツ（平塚未玖）
検死官。シーズン1#4,6,8に出演。
レイチェル・シスコ
演 - ヴェロニカ・ロング（三瓶由布子）
シーズン1#5,10に出演。
カサンドラ
演 - サラ・ストレンジ（深見梨加）
シーズン1#5に出演。
クリスティン
演 - シャーロット・カヴァナ（伊藤静）
ヴァンパイアドラマ「デッド・オブ・ナイト」の人気俳優。シーズン1#6に出演。
マッド
演 - アンソニー・ティンパノ（高橋英則）
「デッド・オブ・ナイト」の人気俳優。シーズン1#6に出演。
シャーリーン
演 - アリーシャ＝マリー・アハメド（白石涼子）
「デッド・オブ・ナイト」の人気俳優。シーズン1#6に出演。
ウェンディ
演 - アシュリー・グリーン（木下紗華）
「デッド・オブ・ナイト」のエグゼクティブ・プロデューサー。シーズン1#6に出演。
インディアナ・ネルズ
演 - カイ・ブラッドベリー（千葉翔也）
シーズン1#6に出演。
学長
演 - リンダ・ボイド（渡辺美佐）
プレスウッド・アカデミーの学長。シーズン1#7に出演。
クリストファー・デイ
演 - アーロン・ダグラス（田中美央）
教師。シーズン1#7に出演。
JJ
演 - チャンス・ハーストフィールド（野上翔）
生徒。シーズン1#7に出演。
アン
演 - ジェニファー・トン（千本木彩花）
生徒。シーズン1#7に出演。
ブリタニー
演 - アリソン・ソーントン（櫻庭有紗）
生徒。シーズン1#7に出演。
ダフネ
演 - ジェネヴィエーヴ・フレミング（斎藤恵理）
シーズン1#8に出演。
ジョーン
演 - モニス・ピーター（佐竹海莉）
シーズン1#8に出演。
ウェンデル・コリンズ
演 - スコット・フィー（加藤亮夫）
シーズン1#8に出演。
デレク・・ジョーンズ
演 - キーナン・トレーシー（森久保祥太郎）
銀行強盗。シーズン1#9に出演。
トレイシー
演 - ドラリン・ムイ（合田絵利）
銀行の顧客。シーズン1#9に出演。
ミセス・フィールド
演 - ケイト・ロビンス（西宏子）
銀行の顧客。シーズン1#9に出演。
シーザー・シンプソン
演 - アルヴィン・サンダース（楠見尚己）
銀行支店員。シーズン1#9に出演。
ビリー
演 - ティム・ペレス（かぬか光明）
銀行支店員。シーズン1#9に出演。
イルマ
演 - フィオナ・ヴルーム（木村香央里）
銀行支店員。シーズン1#9に出演。
オリヴィエ・ラロッシュ
演 - デューシェイン・ウィリアムズ（武内駿輔）
マックスの夫。シーズン1#9,10に出演。
ジェレミア・グレイブス
演 - マイケル・ベニヤー（速水奨）
シーズン1#10に出演。
ローズ・プルエット
演 - アリー・シーディ
シーズン2に出演。
ジョーズ
演 - トニー・ディアンジェロ
シーズン2に出演。

## 製作

### 企画
2023年6月初旬、CBCは2023～24年シーズンの新ドラマに、ショーランナーのマイケル・コニヴェスによる新番組『Wild Cards』が含まれると発表した。同月後半には、制作と撮影が開始されたことが確認された。2023年10月には、米国のCWもこのシリーズを制作することが発表された。

### 配役
2023年10月初旬、ジャコモ・ジャンニオッティが警官役、ヴァネッサ・モーガンが詐欺師役の2人の主役の最初のキャスティングが発表された。2023年12月、ジェイソン・プリーストリーがキャストに加わることが発表された。

### 撮影
撮影は2023年7月24日から2023年10月27日までブリティッシュコロンビア州バンクーバーで行われ、その後オンタリオ州トロントで1日撮影が行われた。

## 評価
批評集積サイトRotten Tomatoesでは、批評家5人のレビューに基づいてシーズン1の支持率は100%となっている。